# Glee: The 3D Concert Movie (Motion Picture Soundtrack)
Glee: The 3D Concert Movie (Motion Picture Sountrack) é a trilha sonora original do filme Glee: The 3D Concert Movie. A trilha sonora contém 23 músicas do film, apresentadas na turnê Glee Live! In Concert!
Inclui a versão explosiva do grupo para “Don't Stop Believin'”, o hino da banda Journey, além do mega-sucesso “Loser Like Me”, e uma faixa-bônus com a versão do elenco para “Dog Days Are Over”, de Florence and the Machine. Glee The 3D Concert Movie (Trilha Sonora do Filme) conta ainda com a participação especial do conjunto The Dalton Academy Warblers, fazendo suas adoráveis interpretações de “Teenage Dream”, de Katy Perry, “Raise Your Glass”, de P!nk e “Silly Love Songs”, de Paul McCartney. A trilha sonora vai ser lançada no dia 5 de Agosto nos EUA, e no Brasil já está nas lojas!

## Faixas
| N.º | Título                                                              | Duração |  |
| 1.  | "Don't Stop Believin' (Glee Cast Concert Version)"                  | 4:00    |  |
| 2.  | "Dog Days Are Over (Glee Cast Concert Version)"                     | 2:58    |  |
| 3.  | "SING (Glee Cast Concert Version)"                                  | 2:40    |  |
| 4.  | "I'm A Slave 4 U (Glee Cast Concert Version)"                       | 3:23    |  |
| 5.  | "Fat Bottomed Girls (Glee Cast Concert Version)"                    | 2:20    |  |
| 6.  | "I Want To Hold Your Hand (Glee Cast Concert Version)"              | 3:08    |  |
| 7.  | "Ain't No Way (Glee Cast Concert Version)"                          | 3:09    |  |
| 8.  | "P.Y.T. (Pretty Young Thing) (Glee Cast Concert Version)"           | 2:42    |  |
| 9.  | "Born This Way (Glee Cast Concert Version)"                         | 3:59    |  |
| 10. | "Firework (Glee Cast Concert Version)"                              | 2:44    |  |
| 11. | "Teenage Dream (Glee Cast Concert Version)"                         | 2:31    |  |
| 12. | "Silly Love Songs (Glee Cast Concert Version)"                      | 2:33    |  |
| 13. | "Raise Your Glass (Glee Cast Concert Version)"                      | 2:25    |  |
| 14. | "Happy Days Are Here Again / Get Happy (Glee Cast Concert Version)" | 2:51    |  |
| 15. | "Lucky (Glee Cast Concert Version)"                                 | 2:09    |  |
| 16. | "River Deep - Mountain High (Glee Cast Concert Version)"            | 2:40    |  |
| 17. | "Forget You (Glee Cast Concert Version featuring Gwyneth Paltrow)"  | 2:42    |  |
| 18. | "Don't Rain On My Parade (Glee Cast Concert Version)"               | 2:42    |  |
| 19. | "Jessie's Girl (Glee Cast Concert Version)"                         | 1:59    |  |
| 20. | "Valerie (Glee Cast Concert Version)"                               | 2:06    |  |
| 21. | "Loser Like Me (Glee Cast Concert Version)"                         | 3:45    |  |
| 22. | "Safety Dance (Glee Cast Concert Version)"                          | 2:34    |  |
| 23. | "Somebody To Love (Glee Cast Concert Version)"                      | 4:14    |  |

## Curiosidades
- A canção Dog Days Are Over é faixa bônus na trilha sonora porque não tem no filme. Apenas na versão do DVD e do Blu-ray Do Filme como cena inédita.
- As canções Empire State Of Mind & Friday não tem na trilha sonora, sendo que Empire State Of Mind tem no filme mas Friday não tem. Apenas Na versão do DVD & Do Blu-ray do filme como cena inédita.